# 丰德托多斯
丰德托多斯，是西班牙阿拉贡自治区萨拉戈萨省的一个市镇。 总面积62平方公里，总人口176人（2001年），人口密度3人/平方公里。